# 林大钦墓
林大钦墓，位于中国广东省潮州市潮安区金石镇桑浦山状元埔，修建于明嘉靖年间，是潮州府科举史唯一一名文科状元林大钦的墓葬。
林大钦墓1987年被列为潮州市重点文物保护单位，2012年10月20日入选广东省文物保护单位，类型为古墓葬。